# Juan Carlos Elías
Juan Carlos Elías (Rosario, provincia de Santa Fe, Argentina, 3 de julio de 1953) es un exfutbolista y director técnico argentino, actualmente dirige  el club Deportivo Aviced, Equipo de fútbol que participa en el Campeonato de Ascenso de Segunda Categoría de Azuay, Ecuador.
Jugó toda su carrera profesional como defensor lateral
y como Director Técnico su carrera ha estado ligada al fútbol de Guatemala, Ecuador y también de Argentina, en  el 2010  estuvo con el Club Atlético Sarmiento de Chaco, donde toma el cargo de asesor y ayudante técnico para convertirse luego en entrenador del club hasta el 2011.   En 2012  es llamado para hacerse cargo como Director Técnico del club Heredia de Guatemala en Centroamérica país donde en los últimos años también se ha desempeñado como director de selección juvenil de fútbol y también como entrenador. Con su posterior paso por el San Benito Fútbol Club, es un equipo de fútbol de la Primera División de Guatemala, clasificándolo a cuartos de final. 

## Biografía

### Como jugador
Comenzó jugando desde los 9 años en las inferiores del Club Atlético Rosario Central Ya desde sus inicios se desempeñó como lateral derecho.Pasando por todas las categorías 6.ª.,5.ª.,4.ª.,1.ª. Local y Reserva, hasta que a los 22 años fue cedido a préstamo al Club Atlético Tucumán.Club en el que jugó durante 2 temporadas.A su vuelta fue contratado por el Club Argentino de Rosario
Durante otra etapa paso al Club San Martín de Carlos Pellegrini luego jugó otras temporadas en América de Cañada de Gómez, Huracán de Chabas, Independiente de Arteaga e Independiente de Bigand terminando en este último su carrera como futbolista.

### Como entrenador
Inició su carrera como Director Técnico en el año 1988, en las divisiones inferiores del Club Atlético Central Córdoba de Rosario hasta el año 1990.
En ese año tomó el cargo de Coordinador General de las divisiones Inferiores de este mismo y luego fue elegido como ayudante de campo del Plantel Profesional en el Torneo de Primera B Metropolitana.Continuó su carrera como entrenador en:
•1993: Club Independiente de Bigand (D.T Primera y Segunda división, Liga deportiva del Sur)
•1994: Club Unión de Totoras (D.T Primera y Segunda división, Liga Totorense de Fútbol) y Club Atlético Rosario Central (D.T. Divisiones inferiores)
•1995-2000: Club Atlético Almirante Brown de Arrecifes (D.T Primera División Torneo Argentino “B”, D.T Primera División Torneo Argentino “A”, Coordinador General de Fútbol amateurs y profesional, D.T Primera División Torneo Nacional “B”)
•2001: Club Deportivo Cuenca: (D.T Primera División Torneo Serie “B”, FUTBOL ECUATORIANO)
•2002: Jaguares de Chiapas: (A. de Campo del Sr. Salvador Capitano, Torneo Primera División, FÚTBOL MEXICANO)
•2003: Club Técnico Universitario: (D.T Primera División Torneo Serie “A”, FUTBOL ECUATORIANO)
•2004-2005:Liga Deportiva Universitaria de Cuenca: (D.T Primera división Torneo Serie “B”, FUTBOL ECUATORIANO)
•2006: Club Universidad de Chile: (A. de Campo del Sr. Salvador Capitano, Torneo Primera División, FÚTBOL CHILENO)
•2007: Coordinador general del Fútbol y Técnico de Primera división Racing Club de Teodelina (Liga Venadense de Fútbol)
•2008: Club Deportivo Municipal Cañar: (D.T Primera División Torneo Serie ‘B’, FUTBOL ECUATORIANO)
•2008: Club Heredia Jaguares de Petén: D.T Primera División Torneo Serie “A”, FUTBOL GUATEMALTECO)
•2009: Club Heredia Jaguares de Petén: D.T Primera División Torneo Serie “A”, FUTBOL GUATEMALTECO)
•2010: Selección Nacional de Guatemala: (D.T Selección Sub-20, Torneo Clasificatorio al Preolímpico)
•2011: Club Atlético Sarmiento de Chaco. Argentina.
•2012: Club Heredia Jaguares de Petén: (D.T Primera División Torneo Serie “A”, FUTBOL GUATEMALTECO)
•2013: Club Heredia como Director Técnico del club Heredia de la liga mayor del fútbol de Guatemala club que cambia de ciudad dejando de llamarse Heredia Jaguares de Petén para convertirse en Heredia de Morales Izabal. Actualmente este club busca alcanzar el ansiado trofeo de campeón ya que en el torneo de cierre de diciembre de 2012 llegaron a las semifinales alcanzando el subcampeonato en dos finales seguidas de la liga mayor del fútbol Guatemalteco, quedando en segundo lugar en los torneos de apertura y clausura 2013 superados en ambas ocasiones únicamente por el Comunicaciones. Recién en el campeonato de clausura 2014 de la liga mayor de fútbol de Guatemala, Heredia dirigido por Juan Carlos Elías finalizó primero en la tabla de posiciones y se adjudicó por primera vez en su historia el primer lugar de la etapa de clasificación.
•2017: En el año 2017 asume como entrenador del Club Deportivo Gloria y comienza un proyecto de formativas y juveniles que continúa hasta la actualidad. Viajó por distintas provincias de Ecuador para reclutar a jóvenes promesas y armó un equipo de cero. El primer año terminó en la 5.ª ubicación del Torneo Provincial, cambiando la imagen de un club que por momentos fue el más goleado de la provincia. Luego consiguió el tricampeonato de manera consecutiva, ganando los Torneos Provinciales de 2018, 2019 y 2020. : (D.T de la Segunda Categoría de Ecuador)
•Posteriormente asumió en San Benito Fútbol Club,  equipo de fútbol de la Primera División de Guatemala, clasificándolo a cuartos de final.
Actualmente se desarrolla en la ciudad de Cuenca como director técnico y referente de un ambicioso proyecto en el club Deportivo Propraxis, Equipo de fútbol que participa en el Campeonato de Ascenso de Segunda Categoría de Azuay.

## Campeonatos con juveniles
- Cuatro campeonatos consecutivos de primera local en Buenos Aires
- Ocho campeonatos obtenidos en divisiones inferiores
- Un subcampeonato de la provincia de Buenos Aires
- Tres campeonatos con diferentes categorías, Liga de la Matanza
- Dos vicecampeonatos y dos campeonatos provinciales del Azuay.

## Nivel profesional
- Ascenso al Nacional “B” con Central Córdoba de Rosario (1990)
- Campeonato Argentino “B”, Almirante Brown de Arrecifes (1995)
- Campeonato Argentino “A” logrando el ascenso al Nacional “B”, Almirante Brown de Arrecifes (1996)
- Campeonato ecuatoriano con el Deportivo Cuenca, Ecuador (2001)
- Campeón invicto con Liga de Cuenca, Ecuador (2005)
- Con Heredia, fue vicecampeón nacional 2013 y 2014, clasificando por primera vez a Conca Champions.
- Tricampeón del Campeonato de Segunda Categoría en la Provincia del Azuay de manera consecutiva con el Club Deportivo Gloria (2018-2019-2020)

## Curiosidades
El periodismo deportivo se refiere al profesor Juan Carlos Elías como una persona con mucha pasión. Cuando le realizan una entrevista mencionan: 

Al profe se le hace una pregunta y él, en lugar de contestarla... te canta un tango ¡ esto refiriéndose a la pasión con la que mezcla las preguntas del fútbol con la vida misma. También posee una peculiaridad como cábala de buena suerte. Nunca se sienta en el banquillo mientras está jugando su equipo en la cancha, siempre se sienta sobre la hielera de los hidratantes y al terminar el juego siempre sale de la cancha con una sudadera en la mano.

- Datos: Q9015302